# 佩埃特河
佩埃特河（英語：Payette River）是美国斯内克河的一条支流，位于爱达荷州西南部，长约82.7-英里（133.1-）。佩埃特河起源于索图斯岭和萨蒙河山脉，自东向西穿过斯内克河平原西部，在佩埃特县佩埃特汇入斯内克河，流域面积3,240平方英里（8,400平方）。